# Kill the Alligator and Run
«Kill the Alligator and Run» (рус. Убей аллигатора и беги) — девятнадцатый эпизод одиннадцатого сезона мультсериала «Симпсоны». Впервые вышел в эфир 30 апреля 2000 года.

## Сюжет
У Гомера опять кризис среднего возраста. Решив пройти тест «В каком возрасте вы умрёте?» из журнала, он узнаёт, что ему осталось жить до 42 лет (то есть ещё 3 года). Ему кажется, что он скоро умрёт, и этим он очень расстраивает остальных членов семьи. Тогда остальные Симпсоны решают отвлечь его от плохих мыслей, и все вместе едут во Флориду на каникулы. Они проводят полный развлечений день — Мардж с детьми ездят на экскурсии по Флориде, а Гомер тайком сбегает на пляж и танцует на сцене вместе со знаменитостями.
На следующий день Симпсонов ждёт разочарование — каникулы закончились и горожане становятся такими же скучными, как и везде. Но Гомер решает не прекращать веселье и снова прокатить семью по реке. Там они случайно совершают преступление — убивают всеми любимого аллигатора Капитана Джека. За это их приговаривают к тюрьме, но они сбегают в другой город. Остановившись у неизвестной закусочной, семья решает устроиться туда на работу и зажить новой жизнью. Несколько дней они живут в фургончике хозяйки заведения, но их всё-таки ловит полиция штата. В наказание Симпсонов заставляют работать на поминальном банкете в честь Капитана Джека. Семейка пытается сбежать, выкрав ключи у охранника, но тщетно. За попытку побега Симпсонов чуть не убивают, но тут выясняется, что аллигатор Джек жив, просто он был оглушён. Симпсонов отпускают, но запрещают им больше приезжать во Флориду. Уже дома Мардж замечает, что теперь им можно ездить только в два штата (следовательно, в остальных штатах Симпсоны тоже уже успели набедокурить)…
[стиль]